# Jan Schwarz
Jan Schwarz (ur. 27 września 1958 w Třebíču) – czeski duchowny, felietonista i dziennikarz, patriarcha Czechosłowackiego Kościoła Husyckiego w latach 2001-2005

## Życiorys
W młodości z powodu otwartego deklarowania chęci zostania księdzem rzymskokatolickim nie został przyjęty do gimnazjum i musiał kształcić się w szkole zawodowej. Później pracował w różnych zawodach. Był m.in.: hydraulikiem i mechanikiem.
W 1981 roku jako opozycjonista został aresztowany za działalność antypaństwową. W 1987 roku został zatrudniony jako dziennikarz w jednej z czechosłowackich gazet opozycyjnych. Od 1990 pracował w redakcjach czeskich gazet: Lidová demokracie, Rovnost, Horácké noviny. Współpracował z Czeskim Radiem. W tym czasie uzupełniał wykształcenie. Skończył szkołę ekonomiczną.
Na początku lat 90. XX wieku przeżył kryzys wiary. Odszedł z Kościoła katolickiego i wstąpił do Czechosłowackiego Kościoła Husyckiego. Ukończył studia teologiczne na Husyckim Wydziale Teologicznym Uniwersytetu Karola w Pradze i został duchownym CČSH. Przez kilka lat pełnił funkcję proboszcza parafii w Třebíči. W 2001 roku obronił doktorat z teologii. W tym samym roku został wybrany patriarchą Czechosłowackiego Kościoła Husyckiego.
W 2005 roku w związku z kryzysem w strukturach Kościoła zrezygnował z urzędu zwierzchnika CČSH. Opuścił wspólnotę i został pastorem unitariańskim.
Aktualnie poza posługą duchownego pracuje zawodowo w Ministerstwie Spraw Wewnętrznych Republiki Czeskiej, gdzie prowadzi szkolenia.

## Publikacje
- Už vím, kde bydlí Jeduděs, Praga: Církev československá husitská, 2000, ISBN 80-7000-028-7
- Proč oslepli andělé, Praga: Církev československá husitská, 2001, ISBN 80-7000-528-9
- Dobré jitro, přátelé, Praga: Mladá fronta, 2008, ISBN 978-80-204-1632-2